# Автово (муниципальный округ)
А́втово — муниципальный округ в Кировском районе Санкт-Петербурга. Застраивался до войны и в 50-е годы XX столетия. Название происходит от названия одноимённого исторического района Санкт-Петербурга. Главная магистраль — Проспект Стачек (б. Петергофская дорога).

## Общие сведения
Название происходит от финской деревни Аутово (другие варианты названия: Аутова, Ауктова), впервые упоминается на шведских картах XVII века. В середине XVII века сельская община получила название Аухтуа (auhto означает песчаного происхождения). По другим данным, название пошло от финского «аутто» — пустое место, пустошь.
По данным с официального сайта, число жителей МО Автово составляет 49 022 человека. (20.11.2011). Число избирателей, участников референдума МО Автово составило 37 918 человек.

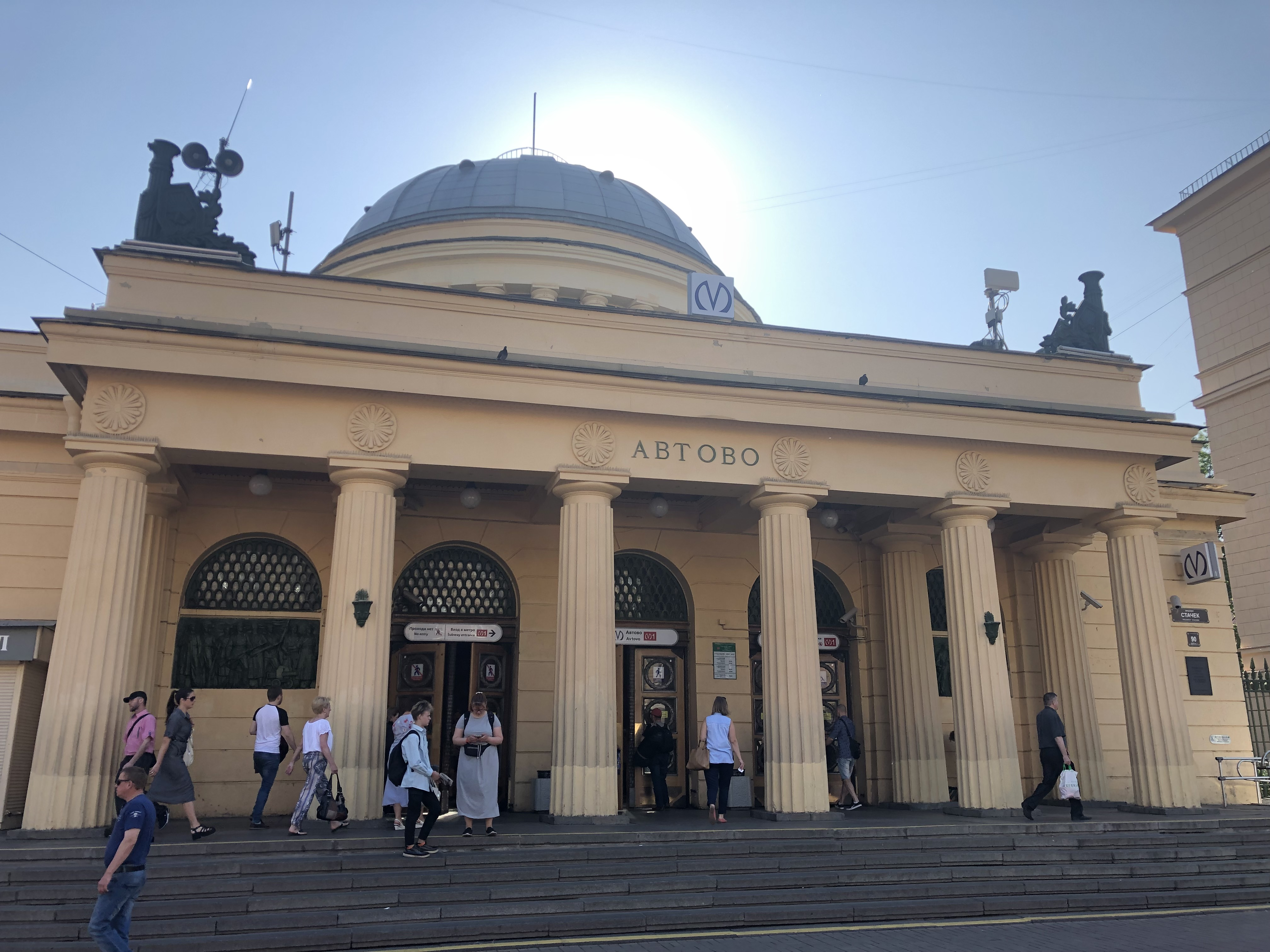
Павильон станции метро «Автово»

Территория округа находится между Окружной и Балтийской железными дорогами, территорией Кировского завода с севера и речкой Красненькой с юга.

## Население
| 2002    | 2010    | 2012    | 2013    | 2014    | 2015    | 2016    |
| ------- | ------- | ------- | ------- | ------- | ------- | ------- |
| 49 022  | ↘44 667 | ↗44 672 | ↘44 345 | ↗45 091 | ↗45 321 | ↗45 519 |
| 2017    | 2018    | 2019    | 2020    | 2021    | 2023    | 2025    |
| ↘45 126 | ↘45 120 | ↘45 097 | ↘45 096 | ↘43 825 | ↘43 206 | ↘42 496 |

## Достопримечательности, здания, сооружения

### Памятник Героическому Комсомолу
Памятники монументального искусства. 
Кировский район, Комсомольская площадь. 
Категория охраны: Федеральная 
Скульпторы: Гордон Виктор Ильич (род. 1927), Тимошенко Владимир Георгиевич (род. 1926), Кузнецов Олег Иванович (род. 1936) 
Архитекторы: Фабрицкий Бенцион Борисович (род. 1932), Шмелев Игорь Павлович (род.1934) 
Открыт 27 октября 1968 года. 
Материалы: бронза — скульптура; гранит — постамент.

### ДК Газа, БюстИ. И. Газа
В 1962 году перед Дворцом культуры установлен памятник И. И. Газа (скульптор Г. Д. Гликман, архитектор Ю. Я. Мачерет). 
Бюст И. И. Газа. Памятник монументального искусства. 
Адрес: пр. Стачек (быв. Нарвское шоссе), 72, перед дворцом культуры им. И. И. Газа. 
Категория охраны: Региональная. Вид документа о постановке на гос. охрану: Решение Ленгорисполкома от 24.10.1977 № 757. 
Материалы: бюст — бронза; постамент — красный гранит. Высота постамента — 3,5 м, высота бюста — 1,5 м. 

### ПамятникА. И. Маринеско
Открыт: 23 декабря 2013 г.
Адрес: пересечение пр. Стачек и дор. на Турухтанные Острова.
Материалы: фигура — бронза; пьедестал — гранит. Общая высота памятника — 6,5 м.
Авторы проекта: скульптор — Иван Корнеев; архитектор — Вячеслав Бухаев.

## Мемориальные доски

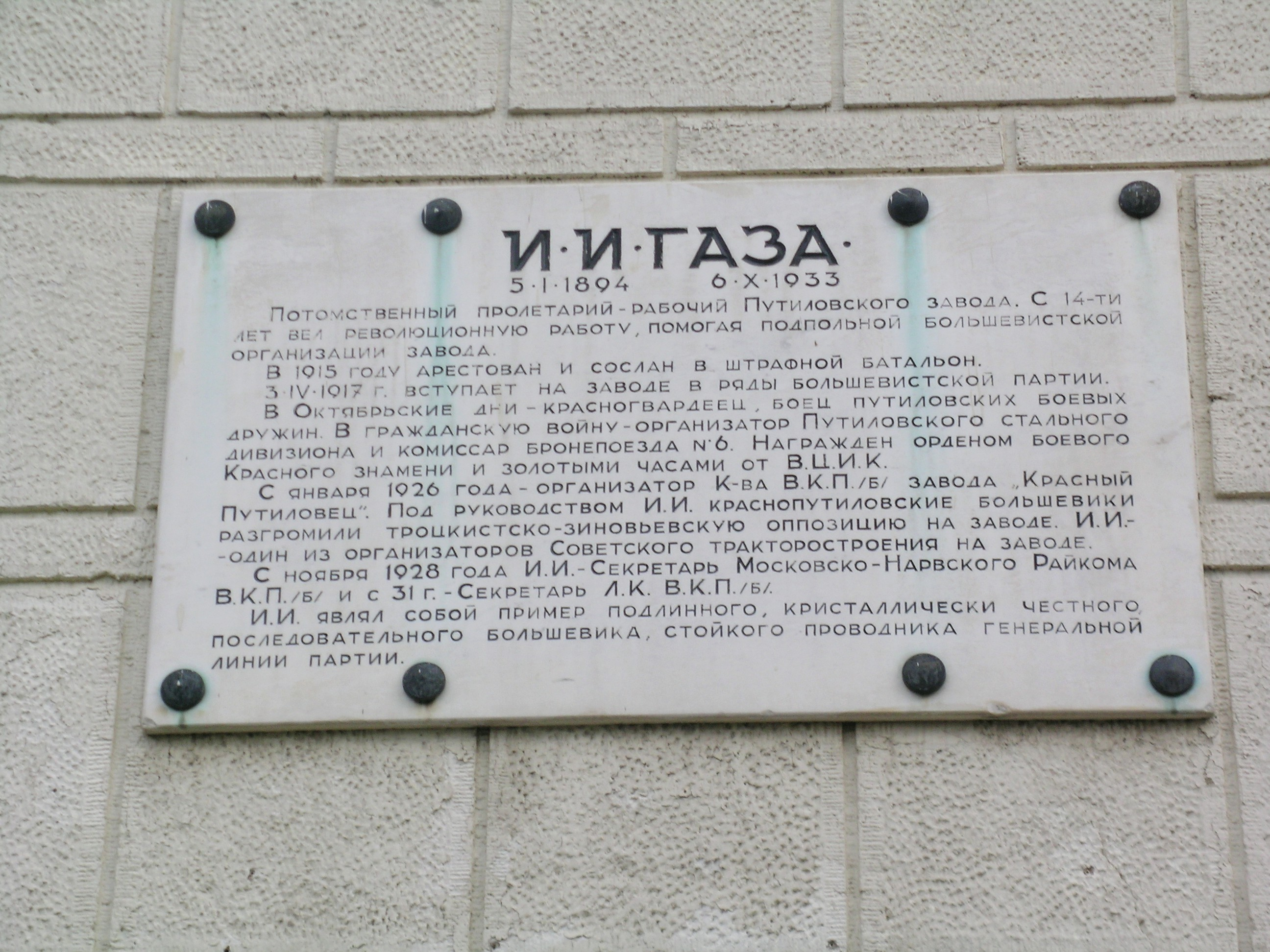
Доска на ДК имени И. И. Газа
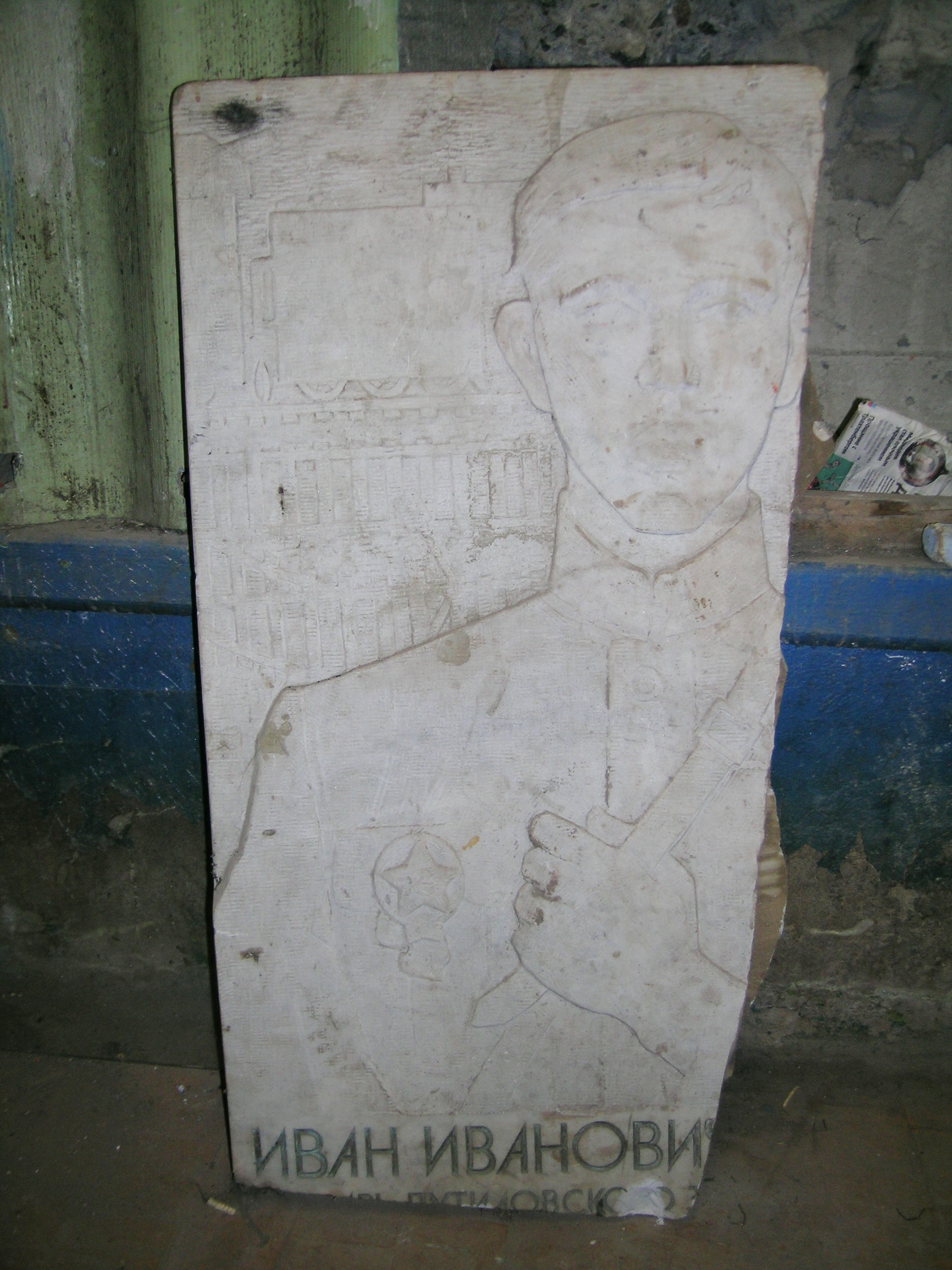
Фрагмент доски Газа И. И. материал — мрамор. Утрачена при реконструкции здания
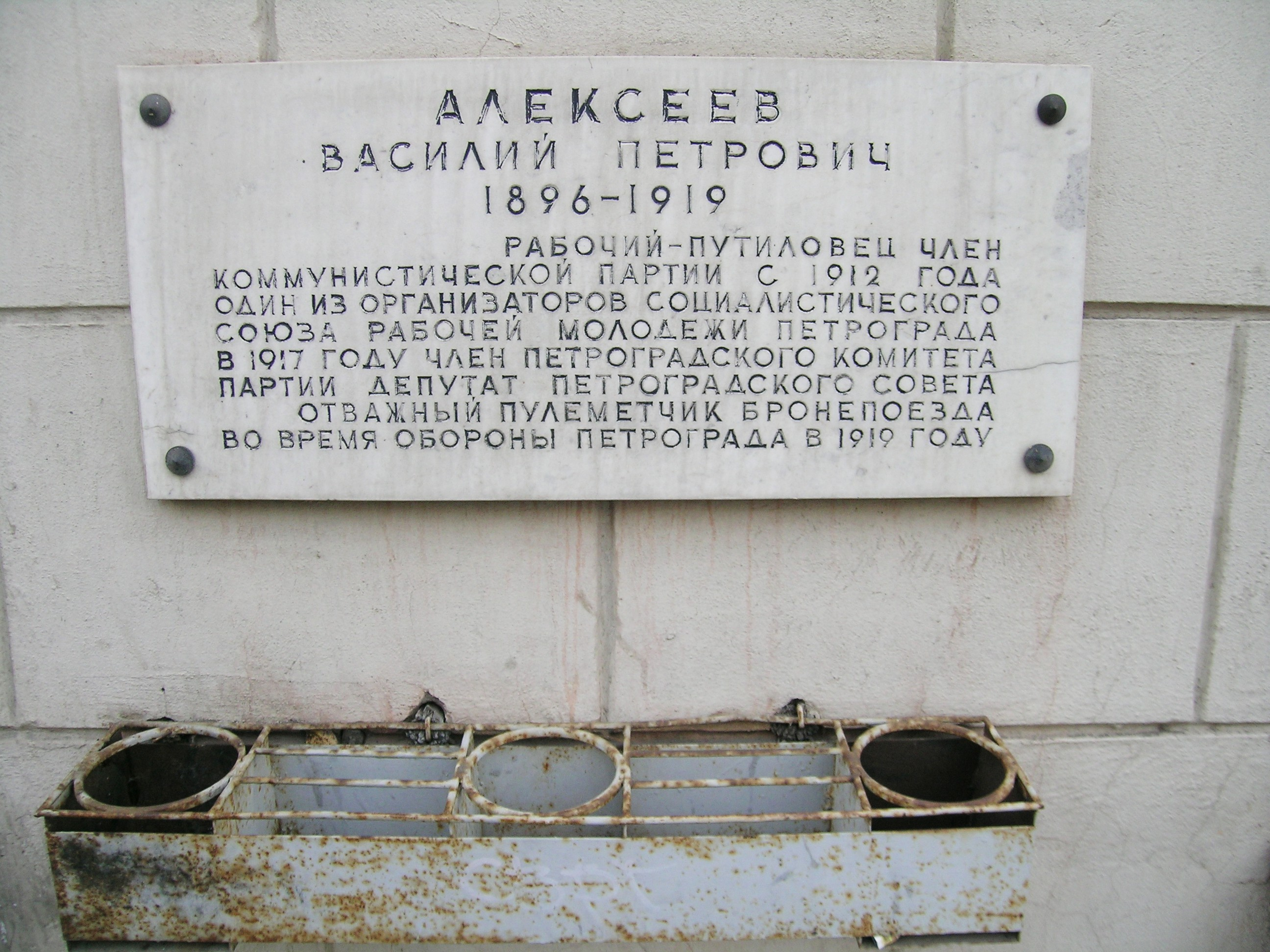
Алексеев Василий Петрович 1896—1919. Рабочий-путиловец, член коммунистической партии с 1912 года, один из организаторов социалистического союза молодёжи Петрограда, в 1917 году член петроградского комитета партии, депутат петроградского совета, отважный пулемётчик бронепоезда во время обороны Петрограда 1919 году
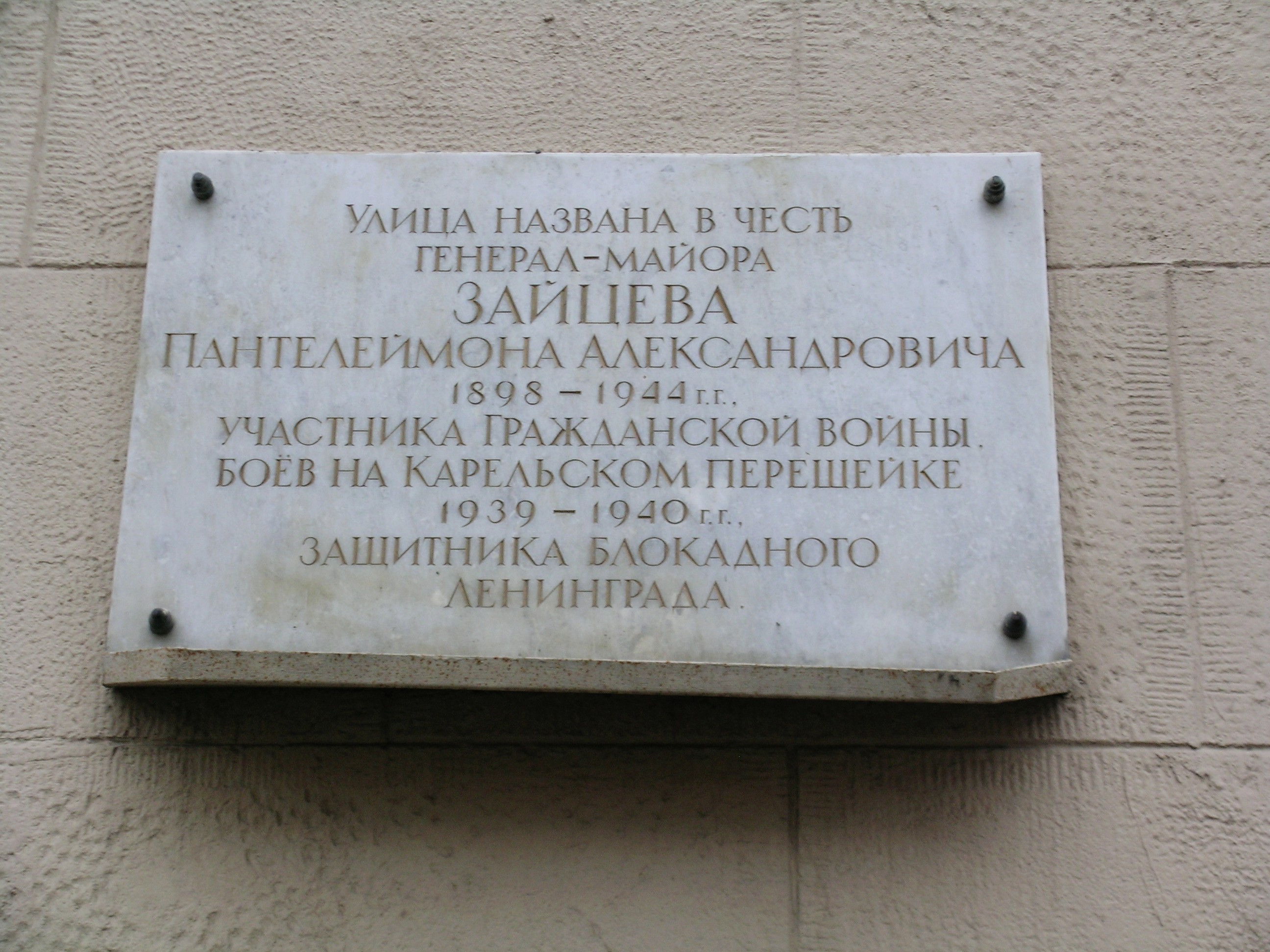
Улица Зайцева, д. 2. Мемориальная доска. «Улица названа в честь генерал-майора Зайцева Пантелеймона Александровича 1898—1944 гг., участника Гражданской войны, боёв на Карельском перешейке 1939—1942 гг., Защитника блокадного Ленинграда»
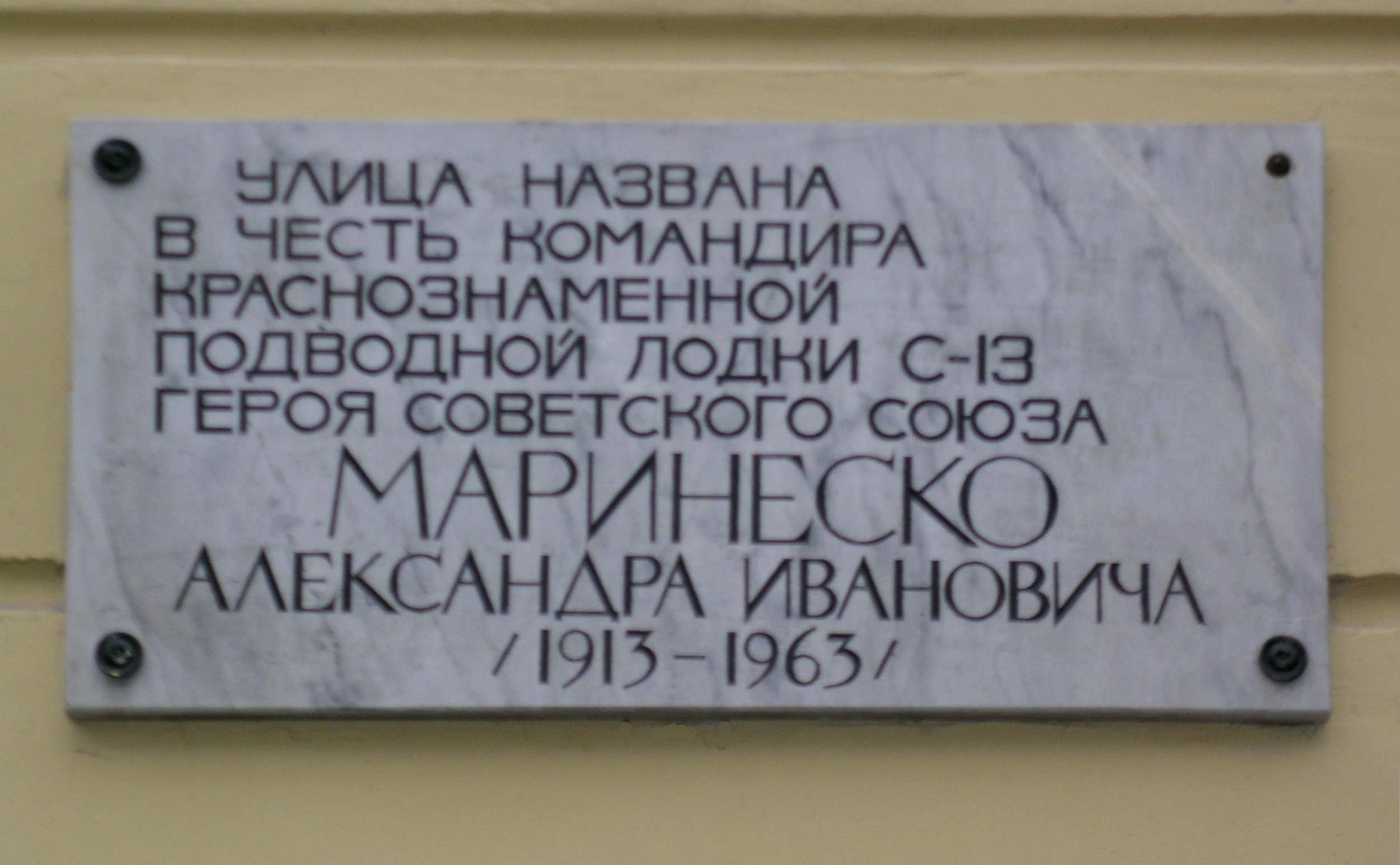
Улица названа в честь командира краснознамённой подводной лодки С-13 Героя Советского Союза Маринеско Александра Ивановича (1913–1963)
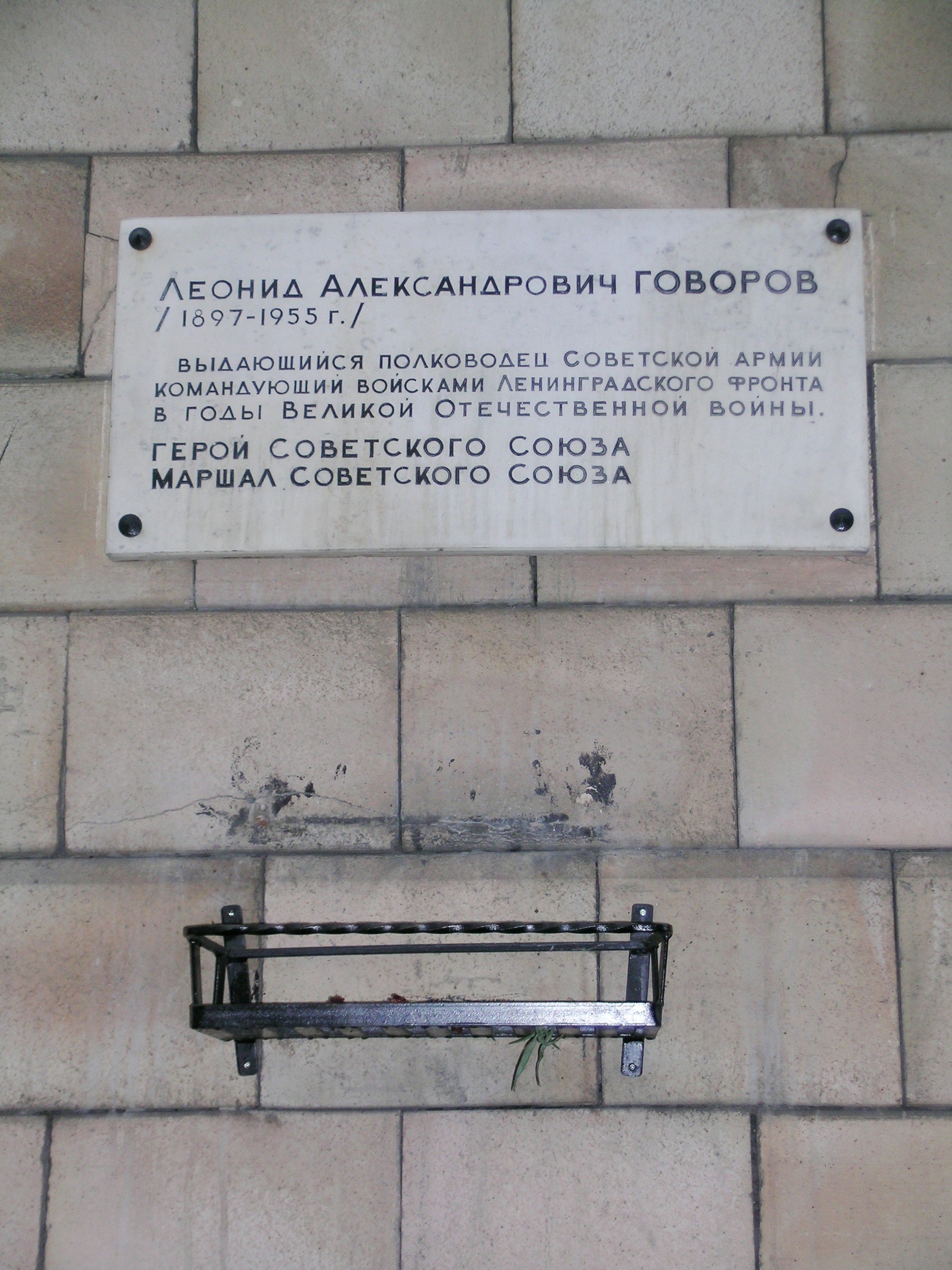
Леонид Александрович Говоров 1897—1955 гг. Выдающийся полководец Советской армии, командующий войсками Ленинградского фронта в годы Великой Отечественной войны

## Местные газеты
- «Автовские вести» (МС МО Автово) Лауреат конкурса «Лучшее оформление муниципальной (районной) газеты» 2003 г.[19]
- «Автовские ведомости» (МО МО Автово) Обладатель приза читательских симпатий 2-го СПб (международного) конкурса муниципальных газет 2002 г., Лауреат 3, 4, 7 СПб конкурсов районных и муниципальных газет 2003, 2004, 2008.